# Hong-Chih Kuo
Hong-Chih Kuo (chinois traditionnel : 郭泓志 ; pinyin : Guō Hóngzhì) (né le 23 juillet 1981 à Tainan, Taïwan) est un joueur taïwanais de baseball qui joue avec en Ligue majeure de baseball. Ce lanceur gaucher compte une sélection au match des étoiles (2010). Il est présentement agent libre.

## Biographie
Hong-Chih Kuo a fait ses études au lycée Han Yin de Tainan et jouait principalement comme champ extérieur dans la même équipe que Chien-Ming Wang,. Repéré par les recruteurs des Dodgers de Los Angeles pendant un tournoi avec l'équipe nationale où il joue comme lanceur, il signe son premier contrat professionnel avec les Dodgers le 19 juin 1999. Son contrat inclut un bonus à la signature de 1,25 million de $. Il est alors le premier lycéen taïwanais recruté par une franchise de Ligue majeure.
Le 10 avril 2000, il fait ses débuts pour les San Bernardino Stampede en California League. Il retire sept frappeurs sur prises sur les dix batteurs qui lui font face, mais doit sortir après 3 manches en raison d'une sensation étrange dans son coude gauche qui s'avère être une rupture du ligament collatéral ulnaire. Il subit une opération de reconstruction du ligament (Tommy John surgery) suivi d'une convalescence d'une année. Il fait son retour sur les terrains avec l'équipe des Gulf Coast Dodgers en 2001. Il ne joue que 7 matchs (6 départs) et retire 21 frappeurs sur prises en 19 1⁄3 manches. En 2002, il joue 7 matchs avec les Gulf Coast Dodgers et les Vero Beach Dodgers, mais ne retrouve pas de bonnes sensations dans le bras. Il doit subir une nouvelle opération au coude après la saison pour traiter les cicatrices de sa précédente opération. Il peut quand même participer aux Jeux asiatiques avec l'Équipe de Taïwan de baseball qui termine deuxième du tournoi. Avant le début de la saison 2003, le ligament opéré subit une nouvelle rupture et Kuo doit se soumettre à une deuxième opération de reconstruction qui l'écarte toute l'année des terrains. Il lance 6 manches en 3 matchs lors de la saison 2004 avec les Columbus Catfish avant d'être une nouvelle fois mis sur la touche.
En 2005, il commence la saison avec les Vero Beach Dodgers comme lanceur partant, puis est aligné comme lanceur de relève. Il retire 42 frappeurs sur prises en 26 manches lancées (11 matchs) avant d'être promu au niveau AA avec les Jacksonville Suns. Utilisé uniquement en relève, il est crédité de 3 sauvetages et de 44 retraits sur prises en 28 1⁄3 manches. Il est appelé en Ligue majeure pour le mois de septembre et il fait ses débuts contre les Rockies du Colorado le 2 septembre. Au total, il fait 9 apparitions, retirant 10 frappeurs sur prises en 5 1⁄3 manches.
Le 6 février 2012, il signe un contrat d'un an avec les Mariners de Seattle. Après six apparitions au monticule pour Seattle au camp d'entraînement, sa moyenne de points mérités s'élève à 17,55 et les Mariners le libèrent de son contrat le 19 mars.

## Statistiques
| Saison | Équipe     | G   | GS | CG | SHO | V  | D  | SV | IP    | SO  | ERA  |
| ------ | ---------- | --- | -- | -- | --- | -- | -- | -- | ----- | --- | ---- |
| 2005   | LA Dodgers | 9   | 0  | 0  | 0   | 0  | 1  | 0  | 5.1   | 10  | 6,75 |
| 2006   | LA Dodgers | 28  | 5  | 0  | 0   | 1  | 5  | 0  | 59.2  | 71  | 4,22 |
| 2007   | LA Dodgers | 8   | 6  | 0  | 0   | 1  | 4  | 0  | 30.1  | 27  | 7,42 |
| 2008   | LA Dodgers | 42  | 3  | 0  | 0   | 5  | 3  | 1  | 80.0  | 96  | 2,14 |
| 2009   | LA Dodgers | 35  | 0  | 0  | 0   | 2  | 0  | 0  | 30.0  | 32  | 3,00 |
| 2010   | LA Dodgers | 56  | 0  | 0  | 0   | 3  | 2  | 12 | 60.0  | 73  | 1,20 |
| Totaux | Totaux     | 178 | 14 | 0  | 0   | 12 | 15 | 13 | 265.1 | 309 | 3,19 |

| Saison | Équipe     | G | GS | CG | SHO | V | D | SV | IP   | SO | ERA  |
| ------ | ---------- | - | -- | -- | --- | - | - | -- | ---- | -- | ---- |
| 2006   | LA Dodgers | 1 | 1  | 0  | 0   | 0 | 1 | 0  | 4.1  | 4  | 4,15 |
| 2008   | LA Dodgers | 3 | 0  | 0  | 0   | 0 | 0 | 0  | 3.0  | 3  | 3,00 |
| 2009   | LA Dodgers | 5 | 0  | 0  | 0   | 1 | 0 | 0  | 5.0  | 8  | 1,80 |
| Totaux | Totaux     | 9 | 1  | 0  | 0   | 1 | 1 | 0  | 12.1 | 15 | 2,92 |

Note : G = Matches joués ; GS = Matches comme lanceur partant ; CG = Matches complets ; SHO = Blanchissages ; 
V = Victoires ; D = Défaites ; SV = Sauvetages ; IP = Manches lancées ; SO = Retraits sur des prises ; ERA = Moyenne de points mérités.